# Жозеф, Ленни
Ленни́ Жозе́ф (фр. Lenny Joseph; род. 12 октября, 2000, Париж, Франция) —  французский футболист, нападающий клуба «Ференцварош».

## Карьера
Играл в молодёжных командах клубов «Ле-Пюи» и «Булонь». 

### «Ле-Пюи»
В июле 2020 года стал игроком «Ле-Пюи». В Чемпионате Насьональ 2 сыграл 29 августа 2020 года в матче с «Роморантеном». 

### «Мец»
В июле 2021 года перешёл в «Мец», где был заявлен за основную и вторую команды клуба. В Лиге 1 дебютировал в матче 1-го тура против «Лилля», заменив Ибраиму Ньян. 